# Science of Horror
Science of Horror – Wenn die Kettensäge zum Penis wird (Originaltitel: Science Of Horror – If the chainsaw is a penis) ist der Debüt-Film der deutschen Regisseurin Katharina Klewinghaus. Der Dokumentarfilm diskutiert das Horrorfilm-Genre auch aus Sicht der feministischen Filmkritik. Die Premiere fand am 5. August 2008 im Berliner Kino Moviemento statt.

## Handlung
Der Film stellt sich moralischen Fragen des Horrorfilms. Kann Horrorfilmen ein Katharsis-Effekt nachgewiesen werden? Spielt Zensur eine Rolle? Wie verhält sich der Horrorfilm zur Pornografie? Zur Beantwortung dieser Fragen versammelt Klewinghaus Größen des Genres wie Wes Craven, John Carpenter und Neil Marshall und befragt etwa den Maskenbildner Tom Savini oder den Produzenten Brian Yuzna. Dabei werden wissenschaftliche Thesen aufgestellt, die von renommierten Kritikern und Filmwissenschaftlerinnen wie Linda Williams, Carol Clover oder Barbara Creed fundiert hinterfragt werden. Zur Bekräftigung der Thesen werden zahlreiche Ausschnitte aus Filmen wie Psycho, Blutgericht in Texas, Das Schweigen der Lämmer oder The Descent – Abgrund des Grauens eingeblendet.

## Rezeption
In der Rezension wurde Science of Horror mit The American Nightmare von Adam Simon verglichen, jedoch sei Science of Horror „anspruchsvoller“ und zeige „keine Scheu vor wissenschaftlichen Thesen“. Diese seien jedoch bereits in den 1990er Jahren entworfen worden, was angesichts der ironisch popularisierenden Anpassungsfähigkeit von Horrorfilmen bedenklich erscheine. Weiterhin erzähle der Film „mit raffinierter Dramaturgie über die Zwänge der Zensur bis hin zum subtilen Spiel mit Sexualität, der Verteilung der Rollen der Geschlechter im Horrorfilm selbst – und in seiner Wahrnehmung beim Publikum“.